# Adolfo Díaz
Adolfo Díaz Recinos (Alajuela, Costa Rica, 15 de julho de 1875 - San José, Costa Rica, 29 de janeiro de 1964) foi presidente da Nicarágua nos períodos 1911-1917 e 1926-1928.

## Carreira
Em 1911, Díaz solicita aos Estados Unidos o envio de tropas ao território nicaraguense, a fim de combater a instabilidade que tomava conta do país. Essas tropas enviadas estabilizaram conflitos entre liberais e conservadores, nos governos de Emiliano Chamorro Vargas e Diego Chamorro, até 1925, quando, julgando ter cumprido seu papel, deixaram o país sob a presidência de Solórzano. Na sequência, há o retorno da instabilidade, a partir de uma série de rebeliões liderada por Emiliano Chamorro, fazendo com que os fuzileiros navais estadunidenses retornem à Nicarágua. Há uma forte pressão estadunidense, fazendo com que o presidente Adolfo Días assuma novamente o poder, entre os anos de 1926 a 1929. É justamente nesse contexto que se inicia o movimento Sandinista que perdura até meados dos anos 30. Os fuzileiros navais estadunidenses retiram-se em 1933, com o treinamento da Guarda Nacional da Nicarágua.